# 孟兰芝
孟兰芝（1949年—），河北唐山人，汉族，中华人民共和国政治人物、第十二届全国人民代表大会河北地区代表。
加入中国共产党，現為天柱鋼鐵集團有限公司董事長。2013年，被选为全国人大代表。